# Österreichisch-serbische Beziehungen
Die Österreichisch-serbischen Beziehungen sind das zwischenstaatliche Verhältnis zwischen Österreich und Serbien. Die gemeinsame Geschichte lässt sich bis auf die Türkenkriege auf dem Balkan im 16. Jahrhundert zurückzuverfolgen. Nach der Entstehung eines unabhängigen Serbischen Königreichs im 19. Jahrhundert konkurrierte dieses mit Österreich-Ungarn um die Vorherrschaft in der Region, wobei die Serben die Herrschaft über alle südslawischen Gebiete wie Bosnien und Herzegowina forderten. Ein diplomatischer Streit zwischen Serbien und Österreich-Ungarn nach der Ermordung von Franz Ferdinand von Österreich-Este in Sarajevo durch den serbischen Nationalisten Gavrilo Princip führte 1914 zum Ausbruch des Ersten Weltkriegs. Österreich-Ungarn und weitere Mittelmächte besetzten Serbien zwischen 1915 und 1918, verloren jedoch den Krieg, was zur Auflösung der Habsburgermonarchie und der Gründung des Königreich Jugoslawien führte, dem ehemalige habsburgische Gebiete angeschlossen wurden. In der Zwischenkriegszeit und der Zeit nach dem Zweiten Weltkrieg kam es zu Konflikten zwischen Jugoslawien und der Republik Österreich um von den Slowenen besiedelte Gebiete in Kärnten. Ein Streit, der schließlich beigelegt werden konnte. Dies machte den Weg frei für kooperative Beziehungen während des Kalten Krieges. Mit dem Zerfall Jugoslawiens verschlechterte sich das Verhältnis und Österreich verhängte Sanktionen gegen Slobodan Milošević. Seit seinem Sturz sind die Beziehen wieder besser geworden und Österreich unterstützte die europäische Integration der Staaten auf dem Westbalkan.

## Geschichte

### Vorgeschichte

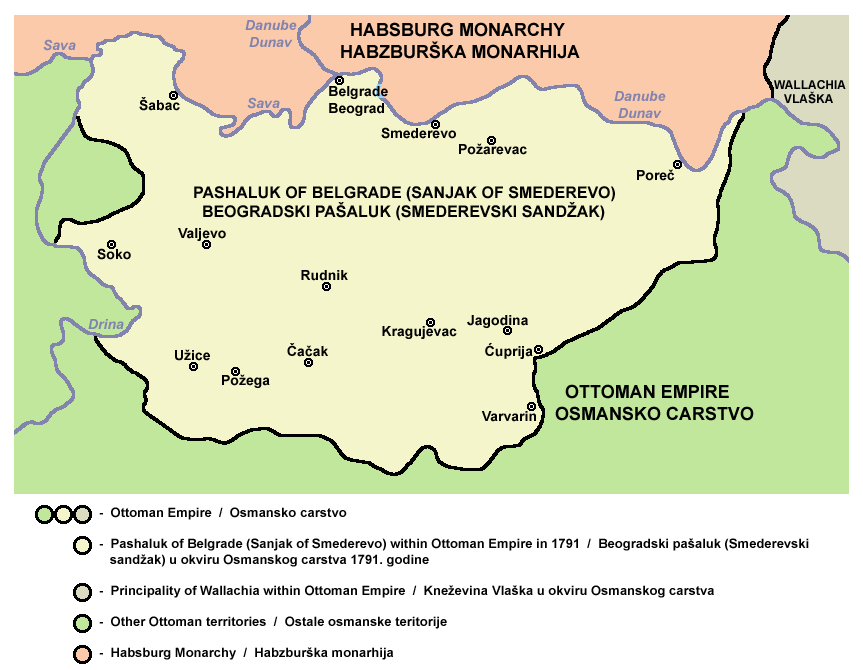
Sandschak Smederevo zwischen der Habsburgermonarchie und dem Osmanischen Reich

Das Serbische Reich dominierte im 13. und 14. Jahrhundert den Balkan, bevor die Gebiete der Serben an die Osmanen fielen und Belgrad 1521 von den Türken erobert wurde. Die Osmanen stellten auch eine große Bedrohung für die Habsburgermonarchie dar und die Osmanen belagerten Wien 1529 und 1683. Nach dem zweiten abgewehrten Angriff auf Wien wurde die Heilige Liga von 1684 formiert und Ungarn erobert. Eine erfolgreiche Offensive der Koalition führte zur Einnahme Belgrads durch Maximilian II. Emanuel von Bayern 1688. Die Österreicher forderten die Balkanvölker zum Widerstand auf und legitimierten sich als Vorkämpfer für das Christentum. Jedoch kam es bald darauf zu einer erfolgreichen Gegenoffensive der Osmanen und 1690 wurde Belgrad zurückerobert. Die Serben mussten nach Norden fliehen, wo 150.000 von ihnen von Leopold I. in Ungarn angesiedelt wurden. Zahlreiche Serben wurden auch in der Militärgrenze angesiedelt.
Beginnend mit der erfolgreichen Schlacht von Peterwardein 1716 konnten die Österreicher in einem triumphalen Feldzug unter Leitung von Eugen von Savoyen erneut tief auf dem Balkan vorstoßen. Im eroberten Sandschak Smederevo etablierte Österreich zwischen 1718 und 1739 das Königreich Serbien. Den Serben wurde jedoch die Selbstverwaltung verweigert und Belgrad stattdessen zu einem Bollwerk des Katholizismus ausgebaut, in dem die orthodoxen Serben Bürger zweiter Klasse waren. 1739 fielen die Gebiete der Serben nach einer Gegenoffensive erneut an die Türken und viele Serben mussten wieder ins Exil nach Ungarn. Zum zweiten Mal wurde damit der Hoffnung der Serben auf eine Befreiung ihrer Nation durch Österreich enttäuscht.
Kaiser Joseph II. unterstützte den Koča-Aufstand der Serben und hatte schon vor dem Beginn des Aufstands 1788 seine Agenten ins Land geschickt, um die Bevölkerung aufzuwiegeln. Gideon Ernst von Laudon eroberte Belgrad am 8. Oktober 1789 und das österreichische Königreich Serbien konnte erneut ausgerufen werden. Unter Leopold II. wurde 1791 allerdings beschlossen, sich wieder zurückzuziehen und das Gebiet wieder den Osmanen zu überlassen. Die Serben entschlossen sich in der Folge, sich nie wieder mit den Österreichern zu verbünden. Durch den ersten und zweiten serbischen Aufstand konnten die Serben schließlich eine Autonomie innerhalb des Osmanischen Reiches erreichen und 1830 entstand das autonome Fürstentum Serbien. Die endgültige Anerkennung der serbischen Unabhängigkeit erfolgte 1878 auf dem Berliner Kongress.

### Zwischen 1878 und 1914
Nach der Unabhängigkeit begann Serbien unter dem Einfluss nationalistischer Vordenker wie Vuk Karadžić und Ilija Garašanin Anspruch auf alle Gebiete der Südslawen zu erheben, welche als Serben angesehen wurden, was zu einem Konflikt mit den Habsburgern führte. Die Idee des Jugoslawismus war eine direkte Bedrohung für die Position der Habsburger auf dem Balkan. Besonders die Besetzung von Bosnien und Herzegowina durch Österreich-Ungarn war für Serbien eine Schmach, da Serbien eigene Ansprüche auf Bosnien erhob. Gleichzeitig hatte Serbiens Schutzmacht Russland auf dem Berliner Kongress Serbien dem Einfluss der Habsburger überlassen und sich stattdessen Bulgarien zugewandt. Insbesondere wirtschaftlich bestand eine große Abhängigkeit der Serben von den Märkten des österreichisch-ungarischen Großreiches.

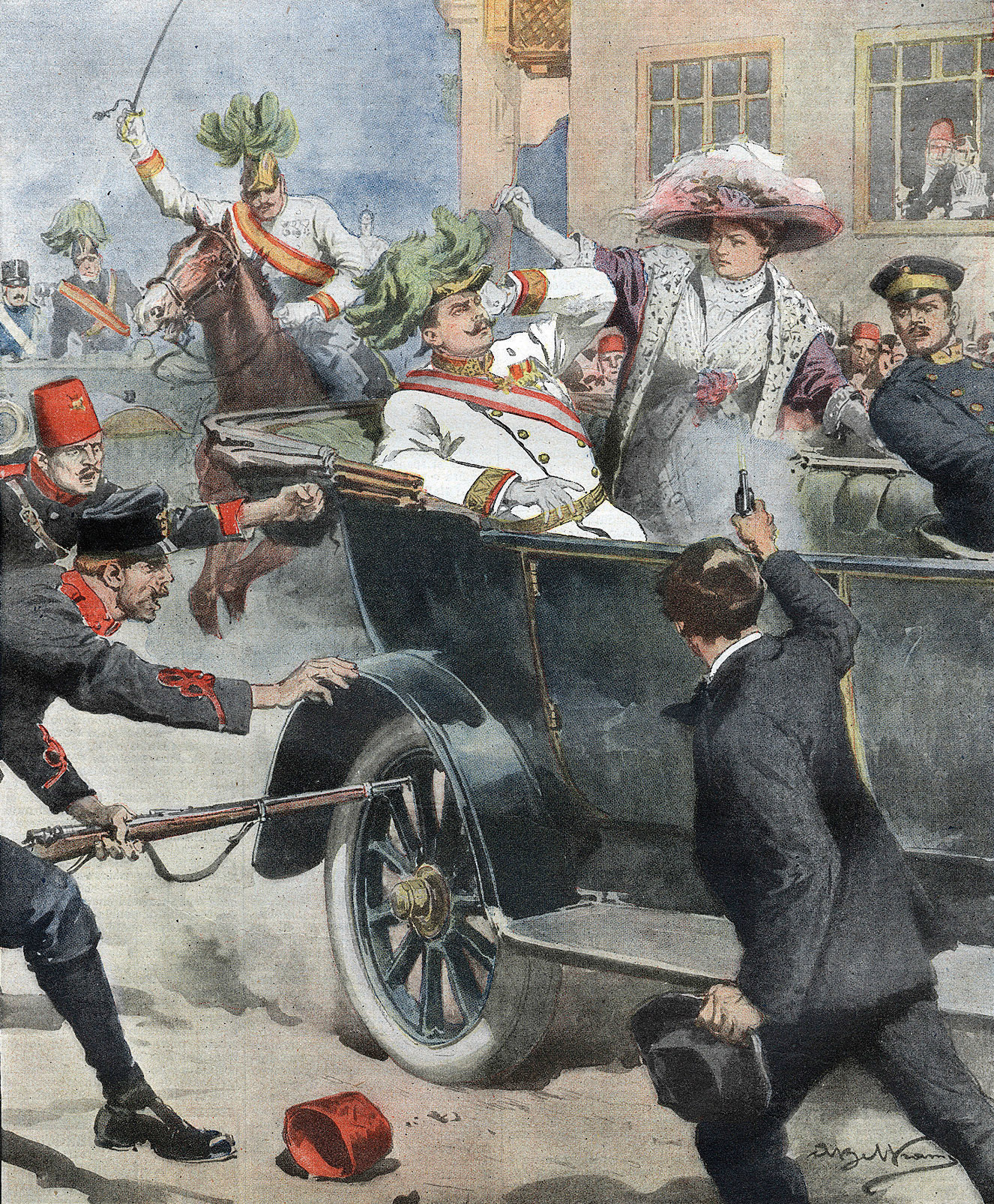
Abbildung des Attentats von Sarajevo von 1914

Im frühen 20. Jahrhundert stiegen die österreichisch-serbischen Spannungen weiter an. 1906 lieferten sich beide Seiten den Schweinekrieg, einen gegenseitigen Zollkrieg, der mehrere Jahre andauerte. Schon in dieser Zeit forderte Franz Conrad von Hötzendorf eine Eroberung Serbiens in einem Präventivkrieg und eine Vereinigung des Balkans unter österreichischer Vorherrschaft (Austroslawismus). 1908 kam es nach der Eingliederung Bosniens zur Bosnischen Annexionskrise und der Anschluss Bosniens sorgte für wütende Reaktionen in Serbien. Um den Konflikt mit den Osmanen beizulegen, verzichtete Österreich gegenüber diesen auf alle Ansprüche auf den Sandschak Novi Pazar, der 1912 im Ersten Balkankrieg von Montenegro und Serbien erobert werden konnte.
Am 28. Juni 1914 besuchte der österreichische Thronfolger Franz Ferdinand Sarajevo. Sowohl der Ort im von Serbien beanspruchten Bosnien als auch Zeitpunkt am Jahrestag der Schlacht auf dem Amselfeld des Besuchs wurden in Serbien als Provokation aufgefasst. Während des Besuchs kam es zum Attentat von Sarajevo der serbischen Geheimgesellschaft Schwarze Hand. Der Anschlag führte zur Julikrise und Österreich stellte der serbischen Regierung am 13. Juli ein nahezu unerfüllbares Ultimatum mit sechs Forderungen, wobei die Österreicher von ihrem Verbündeten Deutschland Rückendeckung erhielten. Serbien nahm in seiner Antwort auf das Ultimatum fünf der sechs Forderungen an, wies das sechste allerdings als unerfüllbar zurück, da es die eigene Souveränität beschnitt. Österreich erklärte Serbien deshalb am 28. Juli den Krieg, was den Beginn des Ersten Weltkriegs markierte.
Das unvorsichtige Vorgehen Österreichs deutet auf wenig Interesse an einem Erhalt des Friedens hin. Tatsächlich sahen einflussreiche Kreise in Wien, Budapest und Berlin die Gelegenheit gekommen, sich des „serbischen Problems“ zu entledigen. Geführt wurde der folgende Krieg unter der propagandistischen Parole „Serbien muss sterbien!“.

### Erster Weltkrieg

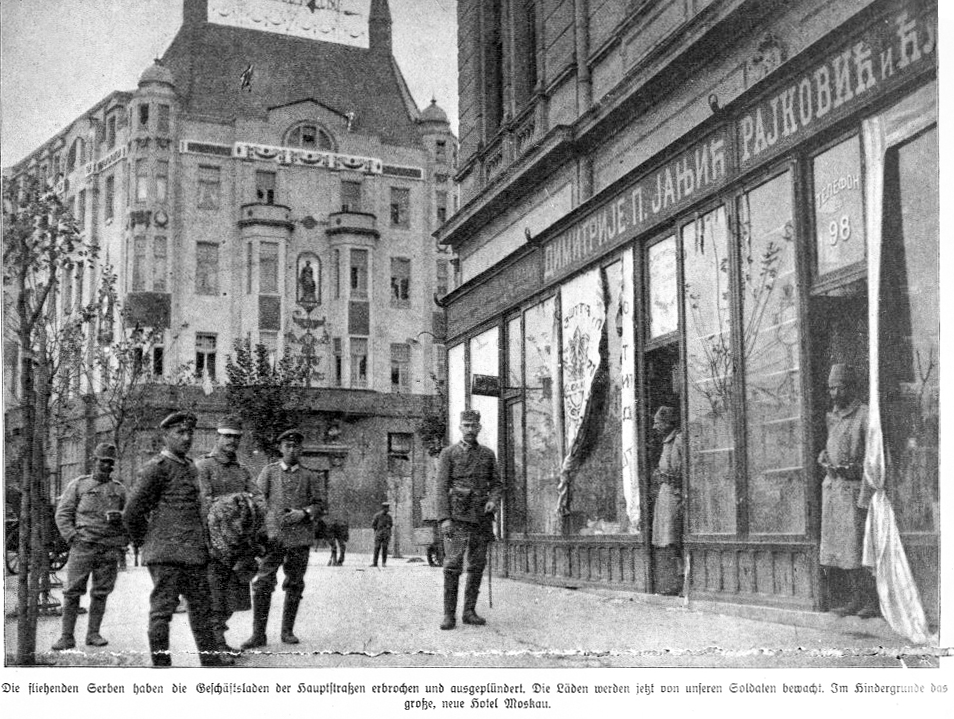
Österreichische Truppen in Belgrad im Ersten Weltkrieg

Nach der Kriegserklärung begann die österreichisch-ungarischen Armee mit dem Serbienfeldzug von 1914 und nahm Belgrad ein. Drei Offensiven zwischen August und Dezember scheiterten jedoch am erbitterten Widerstand der Serben und die Kontrolle über Belgrad ging gegen Ende des Jahres wieder verloren. Erst mit der Unterstützung der verbündeten Mittelmächte Bulgarien und Deutschland konnte das geschwächte Serbien im Herbst 1915 schließlich niedergerungen und besetzt werden. 1916 erklärten sowohl Österreich-Ungarn als auch Bulgarien, dass Serbien als politische Einheit nicht mehr existiere und seine Einwohner sich daher nicht auf die internationalen Kriegsregeln berufen könnten, die die Behandlung von Zivilisten im Sinne der Genfer Konventionen und der Haager Konventionen vorschreiben. Zusätzlich zu einem militärischen Rechtssystem, das alle politischen Organisationen verbot, öffentliche Versammlungen untersagte und das Bildungswesen unter seine Kontrolle stellte, durfte die österreichisch-ungarische Armee das Kriegsrecht verhängen, Geiselnahmen praktizieren, Dörfer in Strafaktionen niederbrennen und auf Aufstände mit Hinrichtungen und Kriegsverbrechen reagieren. 60.000 Zivilisten wurden von den Besatzern hingerichtet, meistens ohne Verfahren. Während der Besatzung wurden zwischen 150.000 und 200.000 Männer, Frauen und Kinder in eigens errichtete Internierungs- und Konzentrationslager in Österreich-Ungarn deportiert.
Im September 1918 durchbrachen die alliierten Streitkräfte, angeführt von der serbischen Zweiten Armee und der jugoslawischen Freiwilligendivision, die Salonikifront und erreichten am 30. September die Kapitulation Bulgariens, gefolgt von der raschen Befreiung Serbiens und dem Rückzug aller verbliebenen österreichisch-ungarischen Truppen bis Ende Oktober. Am 1. November 1918 war das gesamte Vorkriegsserbien befreit und die Besatzung beendet. Serbien war die Nation mit den schwersten Verlusten während des Ersten Weltkriegs. Knapp 1,1 Millionen Serben (ein Viertel der Vorkriegsbevölkerung) starben durch den Krieg.

### Österreich und Jugoslawien

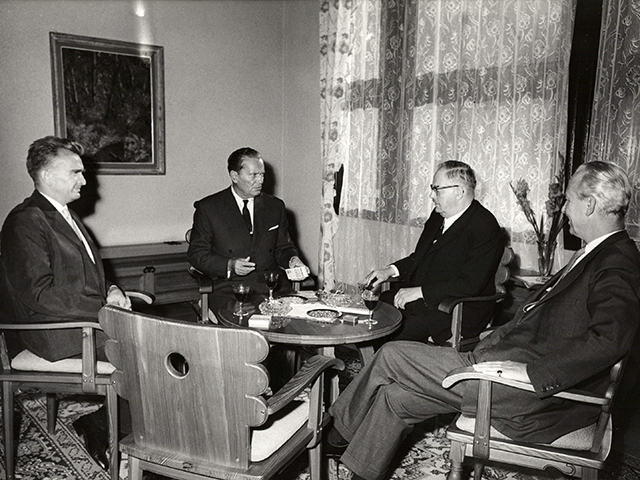
Jugoslawisch-österreichisches Treffen (1961)

Mit dem Vertrag von Vertrag von Saint-Germain wurde Österreich-Ungarn aufgelöst und die vormals habsburgischen Gebiete Dalmatien, Krain, Teile der Untersteiermark sowie das Kärntner Mießtal und das Seeland wurden dem neuen Königreich der Serben, Kroaten und Slowenen („Jugoslawien“) zugesprochen. In Kärnten kam es zu einem bewaffneten Grenzkonflikt mit 200 Toten. Bei der Volksabstimmung 1920 in Kärnten sprachen sich die von den Kärntner Slowenen besiedelten Gebiete für die Zugehörigkeit zu Deutschösterreich aus. Der jugoslawische Staat versuchte diese Gebiete trotzdem zu besetzen, was von der Pariser Botschafterkonferenz allerdings abgelehnt wurden. Die jugoslawisch-österreichischen Beziehungen der Zwischenkriegszeit waren infolgedessen von den Territorialstreitigkeiten um Kärnten belastet und Jugoslawien fürchtete eine mögliche Wiedererrichtung der Habsburgermonarchie.
Der Anschluss Österreichs und der Zweite Weltkrieg führten für ein vorübergehendes Verschwinden der jugoslawischen und österreichischen Staatswesen. Nach dem Ende des Krieges kamen die Territorialkonflikte erneut auf, wobei Josip Broz Tito Ansprüche auf Gebiete in Kärnten anmeldete. Es kam zur Verschleppung von Kärntnern nach Jugoslawien 1945 und auch das Massaker von Bleiburg fand auf dem heutigen Staatsgebiet der Republik Österreich statt. Die jugoslawischen Ansprüche wurden allerdings nicht von der Sowjetunion unterstützt und mit dem Österreichischen Staatsvertrag von 1955 wurde Österreich als souveräner Staat in den Grenzen von 1918 wiederhergestellt. Den kroatischen und slowenischen Minderheiten in Österreich wurden Minderheitenrechte gewährt und die Beziehungen zu Jugoslawien verbesserten sich. Beide Länder unterzeichneten Wirtschaftsabkommen und jugoslawischen Gastarbeiter kamen nach Österreich. Im Jahr 1975 kam es zu zwei Treffen zwischen dem österreichischen Bundeskanzler Bruno Kreisky und Staatspräsident Josip Broz Tito. Beide Staaten waren während des Kalten Krieges neutral bzw. im Falle Jugoslawiens blockfrei.
Nach dem Beginn der Jugoslawienkriege in den frühen 1990er Jahren nahm Österreich zahlreiche Flüchtlinge aus Jugoslawien auf und während des Slowenienkrieges wurde das Bundesheer an die Grenze zu Slowenien entsendet. Österreich erkannte die Abspaltung von Slowenien und Kroatien von dem serbisch dominierten Restjugoslawien an. Gegen das von dem serbischen Nationalisten Slobodan Milošević regierte Jugoslawien erhob Österreich Sanktionen und zog 1996 seinen Botschafter aus Belgrad ab. Die Beziehungen zwischen Österreich und Jugoslawien endeten 2003 und gingen auf den Nachfolgestaat Serbien und Montenegro über.

### Nach 2003

Nikola Selaković mit Alexander Schallenberg (2021)

Nach dem Sturz von Slobodan Milošević haben sich die österreichisch-serbischen Beziehungen wieder verbessert. Irritationen erlebte das bilaterale Verhältnis allerdings durch die Anerkennung der Unabhängigkeit des Kosovo durch Österreich im Jahre 2008, wonach Serbien für eine Zeit die Beziehungen mit Wien einschränkte. Beide Länder haben bei der Sicherung der Stabilität auf dem Westbalkan und der Bekämpfung der illegalen Migration über die Balkanroute eng kooperiert. Im September 2021 verkündete Bundeskanzler Sebastian Kurz seine Unterstützung für Serbiens EU-Beitritt und bezeichnete das Land als einen „wichtigen Partner Österreichs“. Bei seinem Besuch in Belgrad erhielt Kurz den Orden der Republik Serbien, der für Beiträge zur Verbesserung der serbischen Beziehungen zu ausländischen Staaten vergeben wird.

## Wirtschaftsbeziehungen
In Serbien sind knapp 400 österreichische Unternehmen tätig und für Österreich ist Serbien der größte Handelspartner auf dem Westbalkan. Im Jahre 2023 wuchsen die österreichischen Warenexporte nach Serbien um 4,5 % auf 1,1 Milliarden Euro an.

## Migration

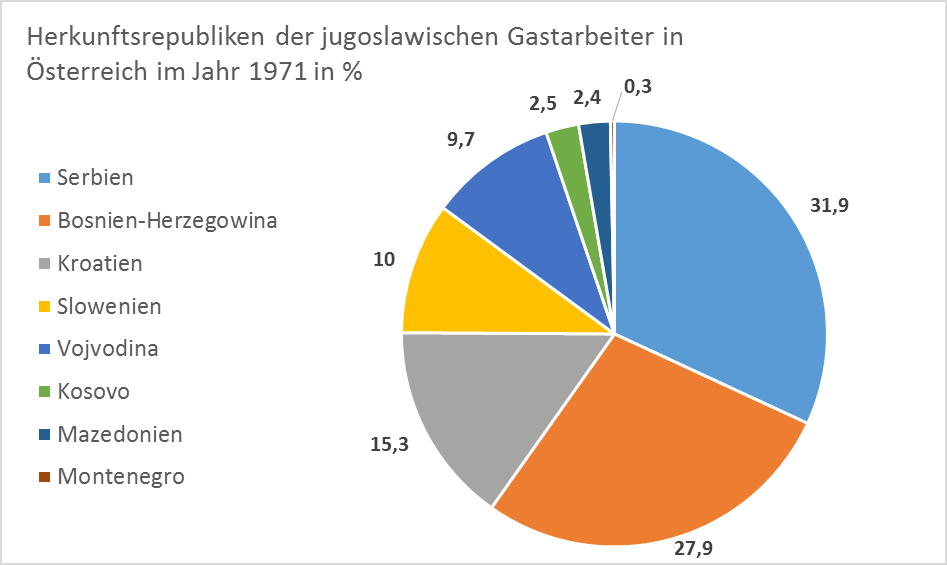
Herkunftsrepubliken von jugoslawischen Gastarbeitern in Österreich im Jahr 1971

In Wien allein leben geschätzt zwischen 200.000 und 400.000 Personen mit ethnisch serbischen Hintergrund, die aus Bosnien und Herzegowina, Kroatien und Serbien stammen. Eine Präsenz der Serben lässt sich hier bis auf das 17. Jahrhundert zurückverfolgen. Auch Miloš Obrenović und Aleksandar Karađorđević lebten zeitweise in Wien. Einwanderungswellen erfolgten in den 1960er, 1970er und 1980er Jahren durch Arbeitsabkommen und während der Jugoslawienkriege. Im Jahre 2024 gab es 122.000 serbische Staatsbürger in Österreich, womit diese die viertgrößte Ausländergruppe stellten.
Der größte Teil der deutschsprachigen Bevölkerung in Serbien wurde mit dem Ende des Zweiten Weltkriegs vertrieben. Der ehemalige Bundeskanzler Sebastian Kurz hatte familiäre Wurzeln in der heute zu Serbien gehörenden Region Vojvodina.

## Diplomatische Vertretungen
- Serbien hat eine Botschaft in Wien und ein Generalkonsulat in Salzburg
- Österreich unterhält eine Botschaft in Belgrad und ein Generalkonsulat in Niš

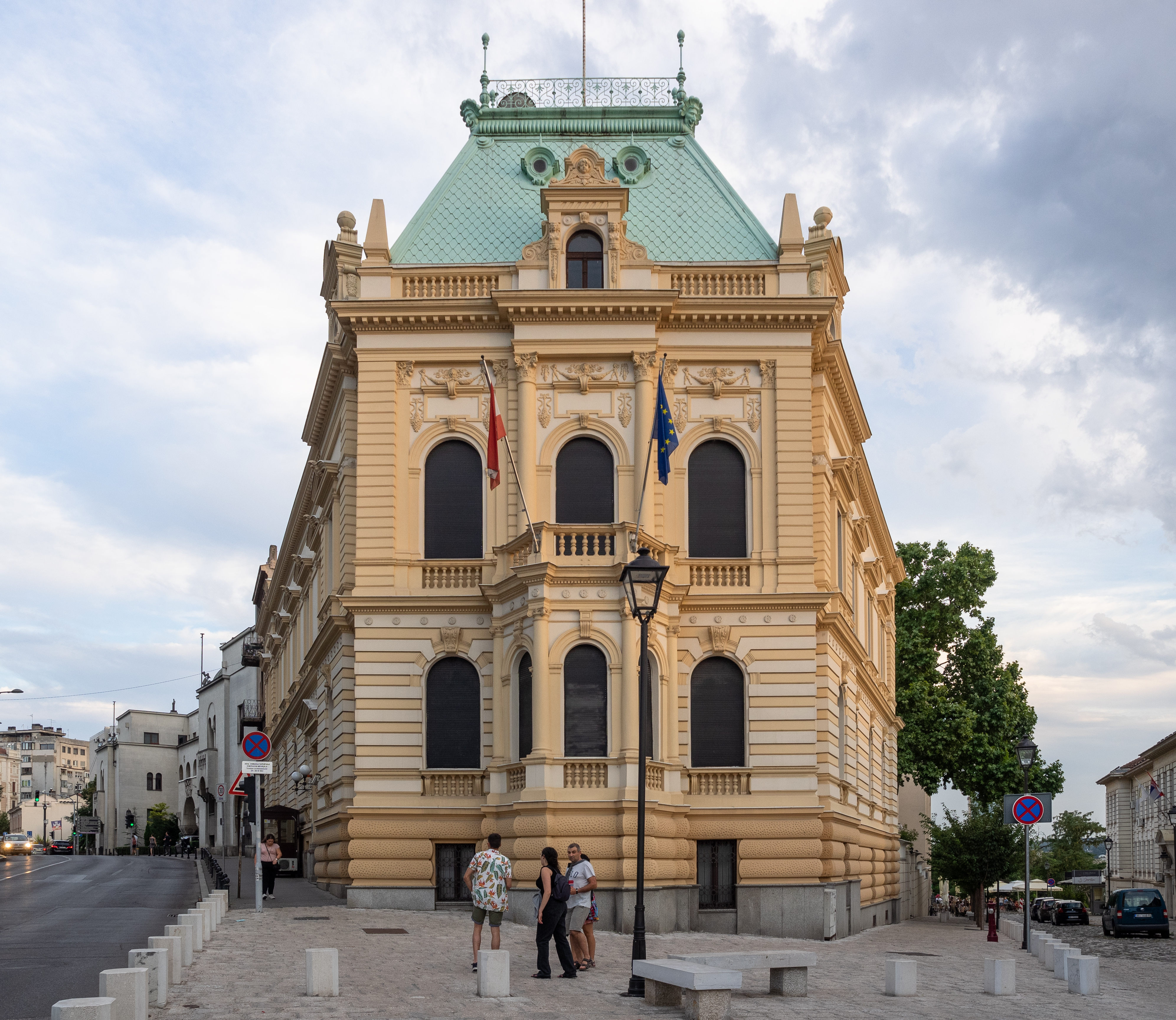
Österreichische Botschaft in Belgrad
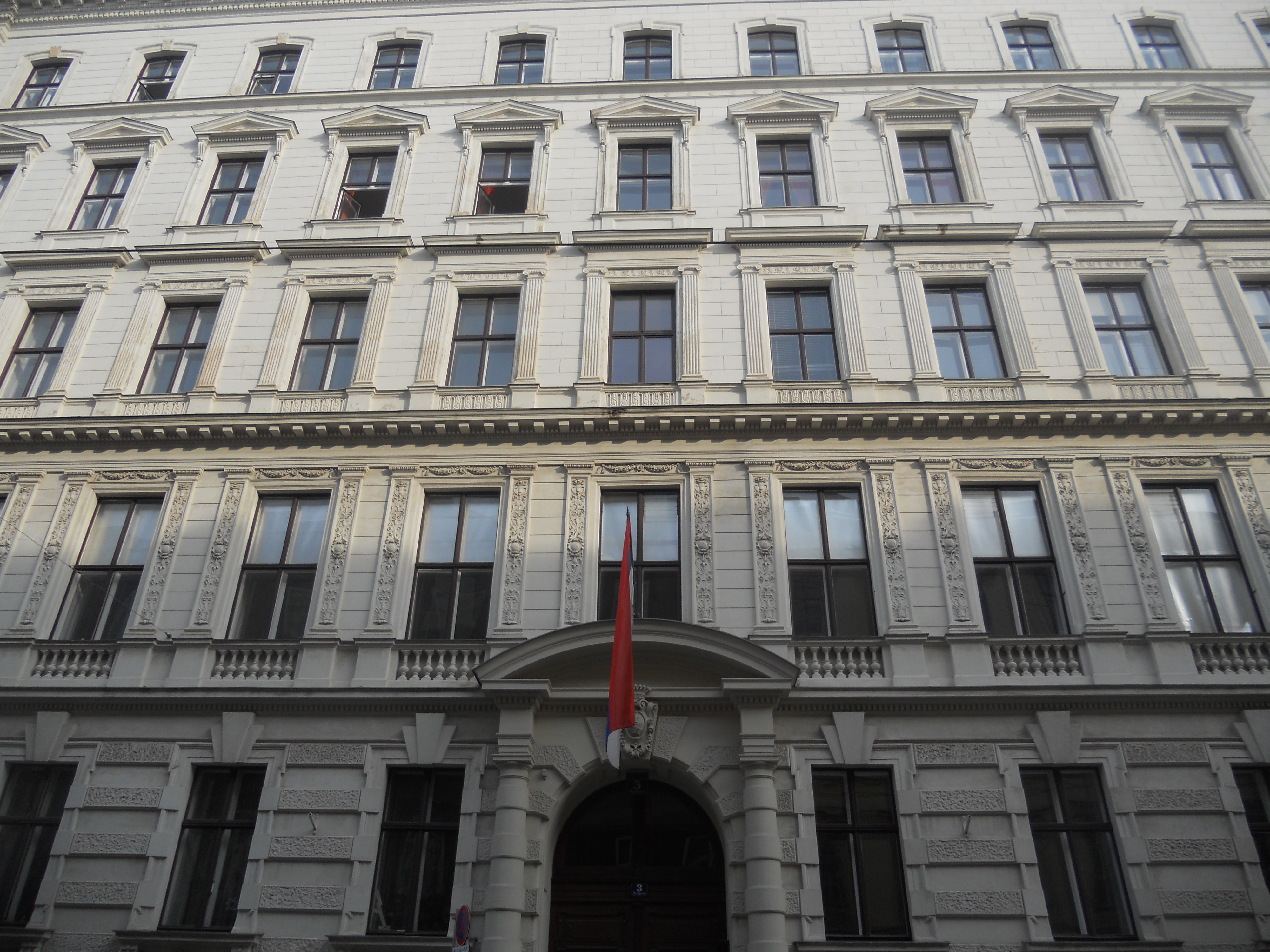
Serbische Botschaft in Wien